# Grønlands Seminarium
Grønlands Seminarium (grønlandsk: Ilinniarfissuaq ("Det store lærested")) er en uddannelsesinstitution i Nuuk i Grønland. Seminariet udbyder såvel en central læreruddannelse som en decentral læreruddannelse samt en række efteruddannelseskurser for folkeskolelærere.
Ilinniarfissuaq er grundlagt i 1847 og den ældste uddannelsesinstitution i Grønland. Selve bygningen, der ligger ved Aqqaluks Plads i kolonihavnen, er fra 1907 og er blevet et symbol på byen Nuuk; seminariet med dets nordisk inspirerede arkitektur indgår i den tidligere Nuuk Kommunes byvåben. Den historiske bygning fungerer i dag som administrationsbygning, lærerværelse, studenterkantine og IT-arbejdsrum.
Bygningens 100-års-jubilæum blev fejret i 2007 og ses stadig som symbol på Grønlands åndelige udvikling, ikke mindst fordi der er stor lærermangel i Grønland.
Seminariet blev pr. 1. januar 2008 et institut under Grønlands Universitet (Ilisimatusarfik).
Et nedsat læreruddannelsesråd rådgiver centraladministrationen  om folkeskolens skiftende krav til uddannede lærere og afgiver bl.a. indstillinger om seminariets studieordninger, efteruddannelsespolitik, bygninger, og ansættelse af rektor samt ændringer i seminariets ledelsesstruktur. Rektor har det administrative, pædagogiske og økonomiske ansvar for institutionen. På Ilinniarfissuaq er der nedsat et studieråd, et lærerråd, et studenterråd og et praktikudvalg.

## Eksterne links
- Ilinniarfissuaq Arkiveret 5. september 2011 hos  Wayback Machine
- Sunngu: Vejledningsportal for uddannelsessøgende Arkiveret 1. marts 2012 hos  Wayback Machine
- Evaluering af Grønlands læreruddannelse på Ilinniarfissuaq Arkiveret 23. april 2016 hos  Wayback Machine

64°10′51″N 51°44′21″V / 64.1809°N 51.7391°V